# Allonyx quadrimaculatus
Allonyx quadrimaculatus là một loài bọ cánh cứng trong họ Cleridae. Loài này được Schaller miêu tả khoa học đầu tiên năm 1783.